# Championnats du monde de ski alpin 1985
Navigation
Schladming 1982 Crans-Montana 1987
Les championnats du monde de ski alpin 1985 ont eu lieu à Bormio en Italie du 31 janvier au 10 février 1985, sur la piste du Stelvio.
Pour la première fois, les championnats du monde sont disputés une année impaire et ont lieu désormais tous les deux ans.
L'équipe de Suisse et son leader Pirmin Zurbriggen survolent les championnats du monde de Bormio, organisés pour la première fois une année impaire et désormais tous les deux ans.
Trois semaines après son opération du ménisque, Pirmin Zurbriggen réussit l'exploit de remporter deux médailles d'or en descente et en combiné et une médaille d'argent en géant.
Après le prologue des descentes du combiné et le report de la descente Femmes à cause du vent violent, les championnats du monde débutent avec un dimanche de descente et un double doublé suisse.
Michela Figini, en état de grâce, s'impose avec la marge incroyable de 1 s 61 devant sa compatriote Ariane Ehrat et l'Autrichienne Katharina Gutensohn, deuxièmes ex æquo.
La Tessinoise réalise ainsi le doublé JO-mondiaux, à l'instar de Trude Beiser, Christl Haas et Annemarie Moser-Pröll.
Pirmin Zurbriggen, déjà vainqueur de la descente du combiné, gagne une descente ultra rapide et serrée et bat Peter Müller de 11 centièmes et l'inattendu Américain Doug Lewis de 14 centièmes, qui prive les Suisses d'un triplé.
Franz Heinzer se classe quatrième alors que les Autrichiens subissent un échec collectif : Franz Klammer, qui dispute sa dernière saison, est cinquième, Peter Wirnsberger est sixième et le favori Helmut Höflehner est septième.
Le triomphe suisse se poursuit avec la victoire d'Erika Hess en combiné. La Suissesse survole le slalom du combiné et conserve son titre mondial. Michela Figini manque sa descente (septième) et abandonne en slalom.
Pirmin Zurbriggen gagne facilement le combiné et offre à la Suisse une quatrième médaille d'or en quatre courses !
Le skieur de Saas Almagell s'impose en descente avec une avance importante et assure en slalom.
Peter Lüscher et Anton Steiner abandonnent dans le slalom, Andreas Wenzel et Michel Vion manquent leur descente et l'Autrichien Ernst Riedlsperger est un surprenant dauphin.
Comme aux Jeux Olympiques 1984, les Américaines créent la surprise dans le géant et monopolisent trois des 4 premières places.
Diann Roffe (17 ans) remporte le géant devant l'Autrichienne Elisabeth Kirchler et sa compatriote Eva Twardokens. La championne olympique Debbie Armstrong se classe quatrième.
La favorite Michela Figini et Erika Hess terminent respectivement onzième et quinzième.
Markus Wasmeier s'impose à la surprise générale dans le géant et bat les 2 supers favoris, Pirmin Zurbriggen – de 5 centièmes – et Marc Girardelli, qui a obtenu la nationalité luxembourgeoise le 25 janvier et peut ainsi disputer ces championnats du monde.
Markus Wasmeier l'emporte grâce à sa victoire dans la première manche, dont le tracé ressemblait à un super-G, et devient le premier allemand sacré champion du monde depuis 1964 (victoire de Ludwig Leitner dans le combiné).
Les Françaises Perrine Pelen et Christelle Guignard signent le doublé dans le slalom. Paoletta Magoni obtient la médaille de bronze et confirme à domicile son titre olympique. C'est l'apothéose pour Perrine Pelen, dont la carrière est riche de :
- 3 médailles olympiques : argent en slalom en 1984 et bronze en géant en 1980 et 1984,
- un titre mondial en slalom et une médaille d'argent en combiné en 1982,
- 15 victoires en slalom en coupe du monde (record français) et un globe de cristal en slalom en 1980.

C'est le troisième doublé français en slalom après ceux d'Innsbruck 1964 (Christine devant Marielle Goitschel) et de Portillo 1966 (Annie Famose devant Marielle Goitschel). Erika Hess avait gagné la première manche, puis a abandonné dans la seconde manche.
Le slalom Hommes clôture ces championnats du monde et sacre le suédois Jonas Nilsson, qui devance le grand favori Marc Girardelli de seulement 6 centièmes et succède au palmarès à Ingemar Stenmark. Marc Girardelli repart déçu de Bormio avec une médaille d'argent et une médaille de bronze. Ingemar Stenmark termine quatrième et ne gagne aucune médaille dans un grand événement pour la première fois depuis 1974. Par ailleurs, le skieur suédois ne remporte cette saison aucune victoire en coupe du monde pour la première fois depuis la saison 1973-1974.

## Palmarès

### Hommes
| Épreuves | Or                | Argent             | Bronze          |
| -------- | ----------------- | ------------------ | --------------- |
| Descente | Pirmin Zurbriggen | Peter Müller       | Doug Lewis      |
| Géant    | Markus Wasmeier   | Pirmin Zurbriggen  | Marc Girardelli |
| Slalom   | Jonas Nilsson     | Marc Girardelli    | Robert Zoller   |
| Combiné  | Pirmin Zurbriggen | Ernst Riedlsperger | Thomas Bürgler  |

### Femmes
| Épreuves | Or             | Argent                           | Bronze          |
| -------- | -------------- | -------------------------------- | --------------- |
| Descente | Michela Figini | Ariane Ehrat Katharina Gutensohn |                 |
| Géant    | Diann Roffe    | Elisabeth Kirchler               | Eva Twardokens  |
| Slalom   | Perrine Pelen  | Christelle Guignard              | Paoletta Magoni |
| Combiné  | Erika Hess     | Sylvia Eder                      | Tamara McKinney |

## Tableau des médailles
| Rang | Nations    | Or | Argent | Bronze | Total |
| 1    | Suisse     | 4  | 3      | 1      | 8     |
| 2    | France     | 1  | 1      | 0      | 2     |
| 3    | États-Unis | 1  | 0      | 3      | 4     |
| 4    | RFA Suède  | 1  | 0      | 0      | 1     |
| 6    | Autriche   | 0  | 4      | 1      | 5     |
| 7    | Luxembourg | 0  | 1      | 1      | 2     |
| 8    | Italie     | 0  | 0      | 1      | 1     |